# Rosa Gàmiz i Sànchez
Rosa Gàmiz i Sànchez (Badalona, 1965) és una actriu i pedagoga catalana.
Els seus inicis en la interpretació van ser a la Dramàtica del Círcol Catòlic de Badalona. Va cursar estudis i és graduada en interpretació a l'Institut del Teatre de Barcelona, en acabar els estudis el 1991 va ser cofundadora la companyia T de Teatre, amb les actrius Mamen Duch, Míriam Iscla, Carme Pla i Àgata Roca. L'actriu va deixar el grup després de la gira de tres mesos de l'espectacle Homes! a Buenos Aires.
Al llarg de la seva trajectòria teatral, ha participat en tota mena d'obres amb la companyia T de Teatre, així com espectacles per a infants, que organitza amb la La Perla Petita. En el primer àmbit, ha participat en produccions com Petits contes misògins de Patricia Highsmith, dirigida per Pere Sagristà, Homes!, o La filla del mar d'Àngel Guimerà, sota la direcció de Sergi Belbel. La corona d'espines de Josep M. de Segarra amb Ariel Garcia Valdés, Pigmalió de la companyia Dagoll Dagom sota la direcció de Joan Lluís Bozzo, Histories de teatre d'Oriol Broggi, El Misàntrop de Molière, també sota la direcció Oriol Broggi, Els estiuejants de M. Gorki i direcció de Carlota Subirós, 15 amb T de Teatre i direcció de Sergi Belbel o Història d'una florista amb Oriol Broggi, entre d'altres.
D'altra banda, també ha participat activament a sèries de televisió de Televisió de Catalunya com Oh! Europa (1994) i Oh! Espanya (1997) de Dagoll Dagom, Temps de silenci (2001-2002), Ventdelplà (2005-2010) o Nit i dia (2016), o ha fet aparicions en altres sèries de forma episòdica com a Estació d'enllaç (1995), La memòria dels Cargols (1999), Jet Lag (2001, 2003) o Kubala, Moreno i Manchón (2012). A més, ha participat en les següents produccions cinematogràfiques: No et tallis ni un pèl (1992) de Francesc Casanova, Susanna (1996) d'Antonio Chavarrías i '’Fènix 11-23 (2012) de Joel Joan i Sergi Lara.